# Larry Eisenberg

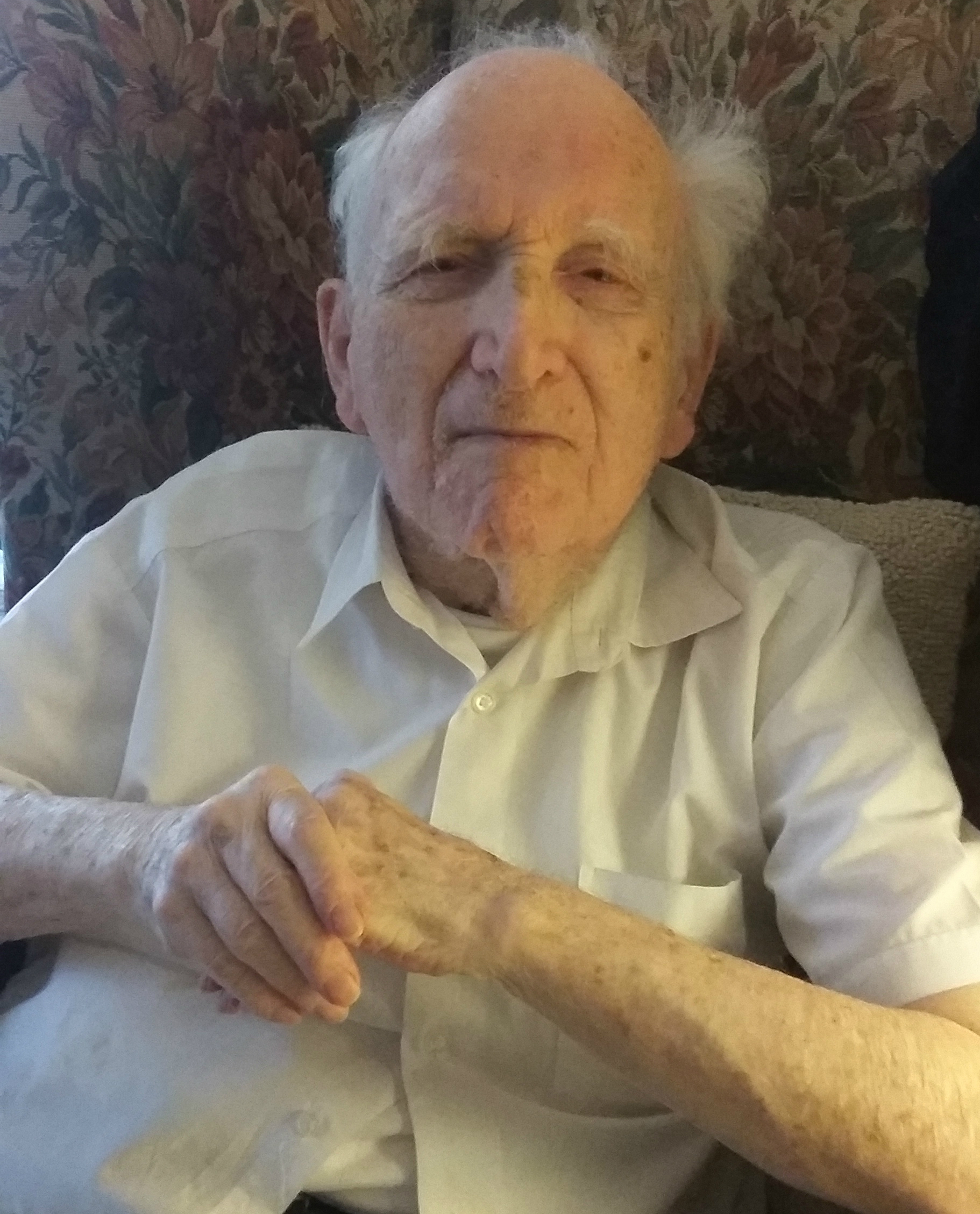
Larry Eisenberg (2016)

Lawrence Benjamin Eisenberg (als Schriftsteller Larry Eisenberg; geboren am 21. Dezember 1919 in New York City; gestorben am 25. Dezember 2018 in Lincoln, Massachusetts) war ein amerikanischer Science-Fiction-Autor und Medizintechniker. Er ist bekannt für seine satirischen SF-Kurzgeschichten und seine Limericks.

## Leben
Eisenberg war der Sohn des Möbelverkäufers Sidney Eisenberg und von Yetta, geborene Yellen.
Er studierte Mathematik am City College of New York, wo er 1940 mit dem Bachelor abschloss. Von 1945 bis 1946 diente er in der US Air Force. 1952 machte er am Polytechnic Institute of Brooklyn den Master als Elektroingenieur und promovierte dort 1966.
Von 1948 bis 1952 war er Dozent am New York Institute of Technology, arbeitete dann bis 1955 als Projektingenieur und anschließend bis 1956 als Dozent am City College of New York. Von 1956 bis 1958 entwickelte er bei Digitronics in Roslyn Digitalschaltungen. Ab 1958 stellvertretender Direktor des Elektroniklabors der Rockefeller University in New York, war er dort ab 1985 Adjunct Professor und befasste sich mit Entwicklungen im Bereich der Medizintechnik.
1962 veröffentlichte er eine erste SF-Kurzgeschichte, The Mynah Matter, und seitdem über 50 weitere in SF-Magazinen wie The Magazine of Fantasy and Science Fiction, Galaxy Science Fiction und If, sowie in zahlreichen Anthologien. Bekannt ist vor allem die Reihe von satirischen Kurzgeschichten um Professor Emmett Duckworth, Nobelpreisträger und leicht verrückter Wissenschaftler, dessen zahlreiche Erfindungen stets komisch-fatale Folgen haben.
Ein Teil dieser Geschichten erschien 1971 gesammelt in The Best Laid Schemes.
Der ihm gelegentlich zugeschriebene Zeitreiseroman The Villa of the Ferromonte hat den ebenfalls in New York geborenen Lawrence Eisenberg zum Verfasser.
Über seine Neigung zur satirischen SF sagte er: „Ich vermische gerne Humor mit Science-Fiction, vor allem, wenn ich einen unangenehmen Aspekt unserer Gesellschaft aufspießen kann.“
Bekannt ist er auch durch seine zahlreichen Limericks, die in zwei Bänden gesammelt erschienen. Mit ihnen war er eine Institution auf den Leserseiten der New York Times. 2011 beschrieb er sich selbst in einem Limerick so:
A nonagenarian, I,

A sometime writer of sci-fi,

Biomed engineer,

Gen’rally of good cheer,

With lim’ricks in ready supply.
Eisenberg heiratete 1950 Frances Brenner, mit der er eine Tochter (* 1954) und einen Sohn (* 1956) hatte.

## Bibliographie
Kurzgeschichten
- The Mynah Matter (1962)
- The Fastest Draw (1963, auch als The Marvelous Marshal)
- The Pirokin Effect (1964)
- The Scent of Love (1964)
- What Happened to Auguste Clarot? (1967)
  - Deutsch: Erfahrungen eines Reporters. In: Harlan Ellison (Hrsg.): 15 Science Fiction Stories II. Heyne-Anthologien #34, 1970.
- The Two Lives of Ben Coulter (1967)
  - Deutsch: Der Geigenvirtuose. In: Wulf H. Bergner (Hrsg.): Welt der Illusionen. Heyne SF&F #3110, 1967.
- Conqueror (1967)
- The Saga of DMM (1967)
  - Deutsch: Explosiv!. In: Wulf H. Bergner (Hrsg.): Am Ende aller Träume. Heyne SF&F #3204, 1970.
- The Time of His Life (1968)
  - Deutsch: Lebens-Zeit. In: Werner Fuchs (Hrsg.): Das Fest des heiligen Dionysos. Knaur Science Fiction & Fantasy #5790, 1984, ISBN 3-426-05790-5.
- Hold Your Fire! (1969)
- The Open Secrets (1969)
- Project Amnion (1969)
- Duckworth’s IQ Soup (1969, auch als IQ Soup)
- A Matter of Time and Place (1970)
- Child’s Play (1970, auch als Uncle Sam’s Children)
- A Matter of Recordings (1970)
- The Chameleon (1970)
  - Deutsch: Das Chamäleon. In: Wulf H. Bergner (Hrsg.): Der Aufstand der Kryonauten. Heyne SF&F #3454, 1975, ISBN 3-453-30338-5.
- Human Element (1970)
- The Fifth Planet (1970)
- The Orgy (1970)
- The Quintopods (1970)
- Duckworth’s Forever (1971)
- Is There Life in Inner Space? (1971)
- The Irresistible Party Chairman (1971)
- The Mighty Matterhorn (1971)
- The Vanishing Borough (1971)
- Too Many Cooks (1971)
- The Teacher (1971)
- Heart of the Giant (1971)
- The Buyer (1971)
- Duckworth and the Sound Probe (1971)
- The Grand Illusions (1972)
- The Soul Music of Duckworth’s Dibs (1972)
- The Executive Rat (1972)
- The Merchant (1973)
- Sikh, Sikh, Sikh (1973)
- The Baby (1974)
- Televerite (1974)
- Time and Duckworth (1974)
- Where There’s Smoke (1974)
- The Money Machine (1974)
- Elephants Sometimes Forget (1974)
- The Look Alike Revolution (1974)
- The Spurious President (1975)
- Dr. Snow Maiden (1975)
- My Random Friend (1977)
- The Interface (1978)
- Djinn & Duckworth (1979)
- Me and My Shadow (1986)
  - Deutsch: Ich und mein Schatten. In: Ronald M. Hahn (Hrsg.): Die Wildnis einer großen Stadt. Heyne SF&F #4438, 1987, ISBN 3-453-00468-X.
- Live It Up, Inc. (1988)
  - Deutsch: Leben Sie sich aus-GmbH. In: Ronald M. Hahn (Hrsg.): Die Lärm-Verschwörung. Heyne SF&F #4673, 1990, ISBN 3-453-03937-8.

Kurzgeschichtensammlung
- The Best Laid Schemes (1971)

Limericks (mit George Gordon)
- Limericks for Lantzmen (1965)
- Limericks for the Loo (1966)

Sonstiges
- mit George Gordon: Games People Shouldn’t Play (1966)